# Löffelkräuter
Die Löffelkräuter (Cochlearia) sind die einzige Gattung der Tribus Cochlearieae aus der Familie der Kreuzblütengewächse (Brassicaceae). Sie kommen auch in Mitteleuropa vor.

## Merkmale
Die Löffelkräuter sind einjährige, zweijährige oder ausdauernde krautige Pflanzen. Sie wachsen aufrecht oder annähernd aufrecht und sind wenig verzweigt. Die Pflanzen sind kahl oder nur zerstreut mit einfachen Haaren besetzt. Die Blätter sind häufig fleischig, einfach und ganzrandig oder gezähnt.
Der Blütenstand ist eine Ähre, meist schirmförmig. Sie besteht aus wenigen bis vielen Blüten und hat keine Brakteen. Die Blüten sind klein, meist weiß, seltener gelb oder lila. Der Blütenstiel ist aufsteigend oder abstehend, fädig, zur Fruchtreife oft verlängert. Die Kelchblätter sind abstehend und an der Basis nicht sackförmig. Die Kronblätter sind verkehrt-eiförmig-länglich und kurz genagelt. Es gibt sechs Staubblätter. Die seitlichen Nektardrüsen stehen paarig, sind kurz und leicht dreieckig. Eine mittlere Drüse fehlt. Der Fruchtknoten ist eiförmig bis kugelig und beinhaltet wenige bis viele Samenanlagen. Der Griffel ist kurz und trägt eine kopfige Narbe. Die Schötchen sind eiförmig, kugelig oder ellipsoidisch, etwas aufgeblasen und öffnen sich zur Reife. Die Klappen tragen eine deutliche Mittelrippe und eine netzförmige Aderung, sie sind nicht geflügelt. Die Samen stehen in zwei Reihen. Sie sind klein, länglich, leicht zusammengedrückt und braun.

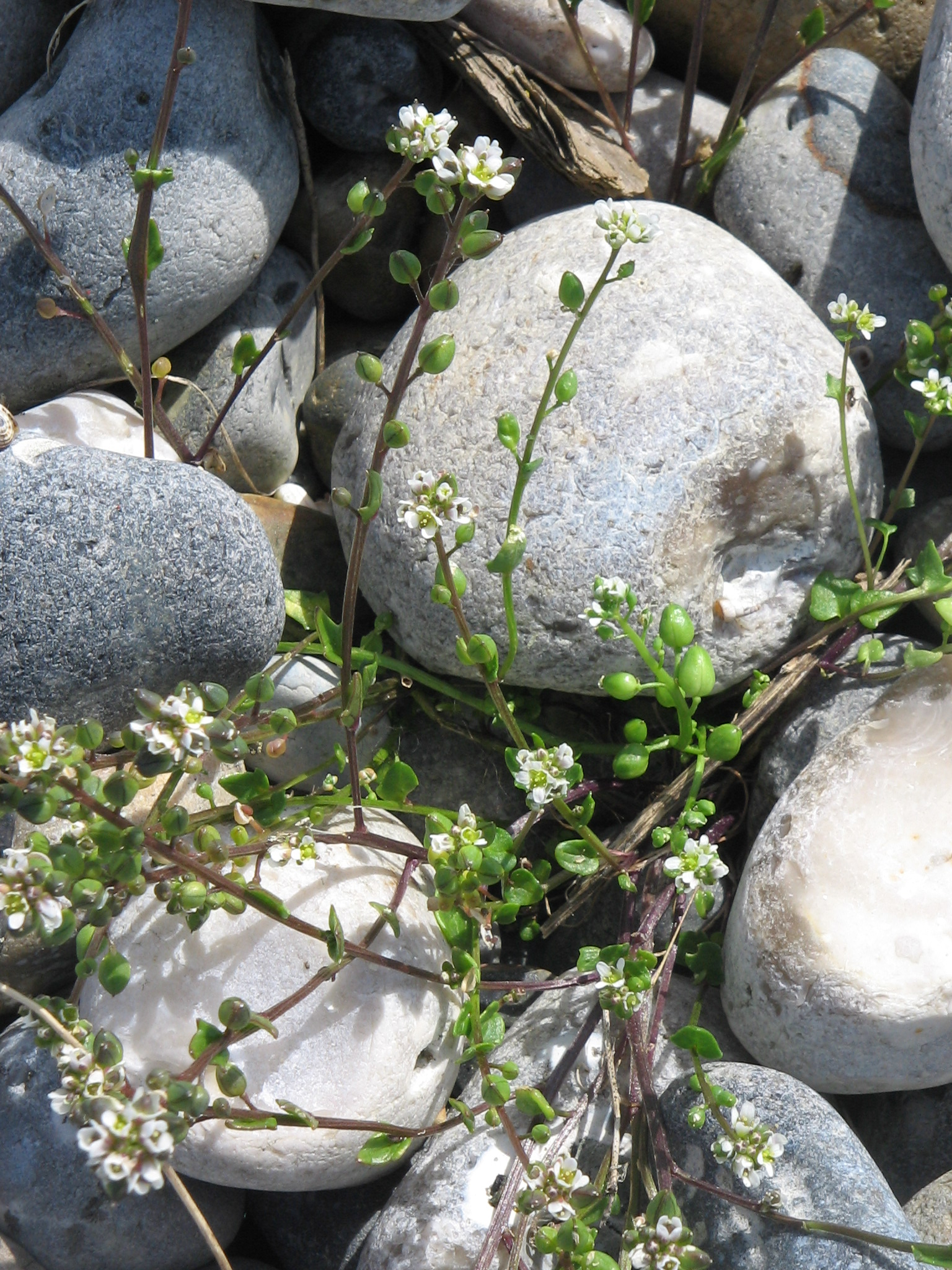
Dänisches Löffelkraut (Cochlearia danica)

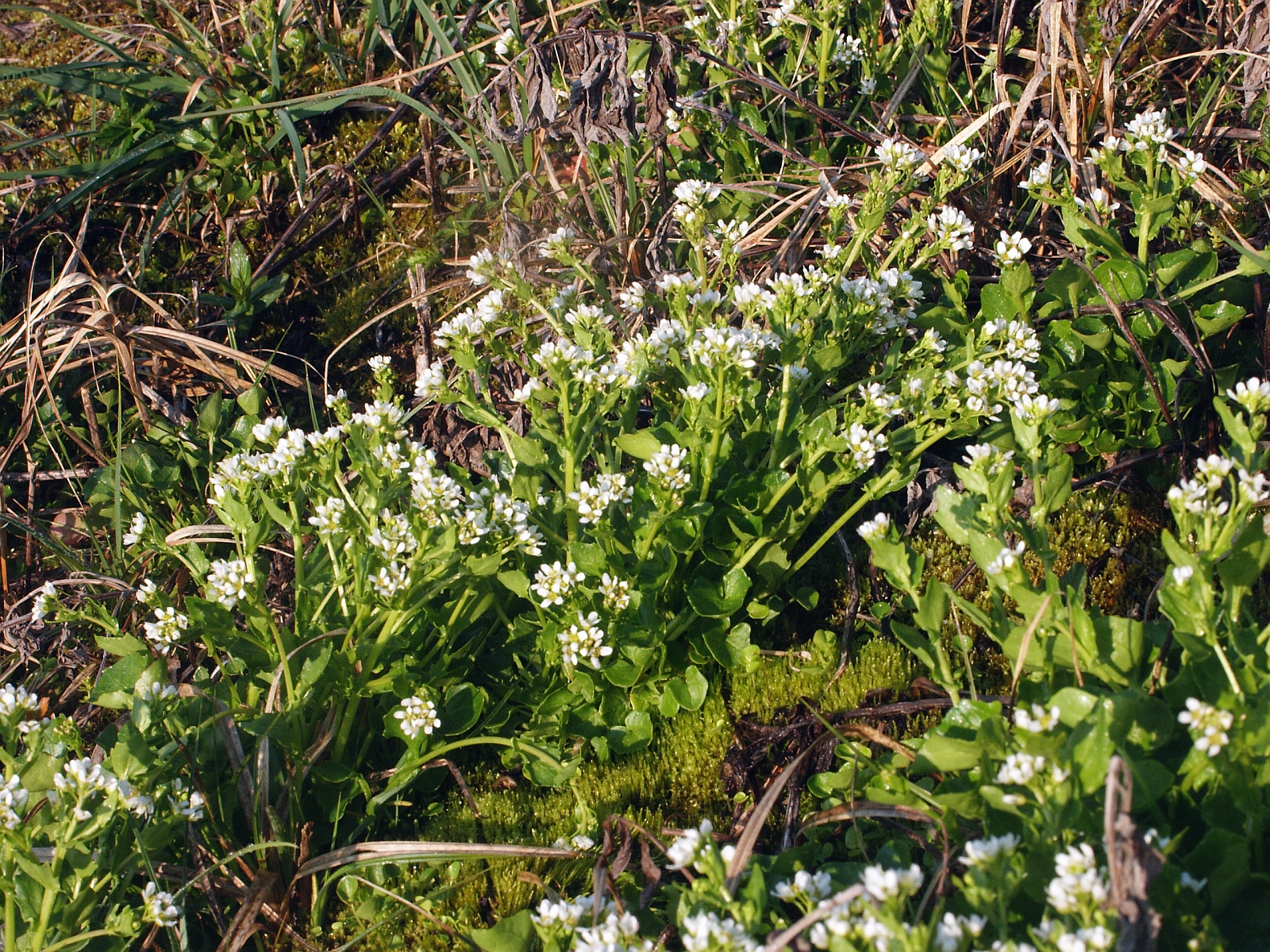
Pyrenäen-Löffelkraut (Cochlearia pyrenaica)

## Verbreitung und Systematik
Die Löffelkräuter kommen im Großteil der nördlichen Hemisphäre vor. Es gibt rund 25 Arten, je nachdem, ob die Gattung Ionopsidium von Cochlearia getrennt wird oder nicht.
Die in Mitteleuropa vorkommenden Arten sind:
- Englisches Löffelkraut (Cochlearia anglica L.)
- Bayerisches Löffelkraut (Cochlearia bavarica Vogt), Endemit Bayerns
- Dänisches Löffelkraut (Cochlearia danica L.)
- Alpen-Löffelkraut (Cochlearia excelsa Zahlbr. ex Fritsch), Endemit Österreichs[2]. Wird aber auch als Unterart subsp. excelsa (Zahlbr. ex Fritsch) O.Schwarz zu Cochlearia pyrenaica DC. gestellt.
- Dickwurzel-Löffelkraut (Cochlearia macrorrhiza (Schur) Pobedimova), Endemit Österreichs[2]
- Echtes Löffelkraut (Cochlearia officinalis L.): Mit mehreren Unterarten.
- Cochlearia polonica A. Fröhl., Endemit in Südpolen[3]
- Pyrenäen-Löffelkraut (Cochlearia pyrenaica DC.)
- Cochlearia tatrae Borbás, Endemit der Hohen Tatra[3]

Weitere Arten sind:
- Cochlearia aestuaria (Lloyd) Heywood, Endemit der Atlantik-Küste von Spanien und Frankreich.[4]
- Cochlearia aragonensis Coste & Soulié: Ist in zwei Unterarten Endemit der Berge in Nordost-Spanien[4].
- Cochlearia borzaeana (Coman & Nyaudy) Pobed., Endemit der Ostkarpaten
- Cochlearia fenestrata R. Br., kommt in der Arktis vor
- Cochlearia glastifolia L.; Heimat war ursprünglich Spanien, kommt darüber hinaus aber in Portugal, Frankreich und Italien eingeschleppt vor[4].
- Cochlearia groenlandica L. (Syn.: Cochlearia oblongifolia DC.; inkl. Cochlearia arctica Schlecht.): Sie kommt zirkumpolar in der Arktis vor; in Europa besonders in Island und auf Spitzbergen[4].
- Cochlearia megalosperma (Maire) Vogt, kommt in den Bergen des  südlichen Spanien vor[4].
- Cochlearia micacea E.S.Marshall: Sie ist ein Endemit des nördlichen Großbritannien[4].
- Cochlearia scotica Druce: Sie ist ein Endemit des nordwestlichen und westlichen Großbritannien.[4] Sie wird aber auch als Unterart subsp. scotica (Druce) Wyse Jackson zu Cochlearia officinalis L. gestellt.
- Cochlearia tridactylites Banks ex DC.: Sie kommt im arktischen Nordamerika vor.

Nicht mehr zu dieser Gattung wird von manchen Autoren gerechnet:
- Cochlearia acaulis Desf. =>  Ionopsidium acaule ((Desf.) Rchb.); ein Endemit von Portugal

Der Name Cochlearia leitet sich vom lateinischen Wort für Löffel, cochlear, ab und bezieht sich auf die Grundblätter des Echten Löffelkrauts. Auch der deutsche Name bezieht sich auf darauf.

## Belege
- Cochlearia in der Flora of Pakistan, abgerufen am 10. Juli 2009.
- Germplasm Resources Information Network (GRIN); abgerufen am 22. November 2013